# 선셋 옐로우 FCF
선셋 옐로우 FCF(Sunset yellow FCF, 오렌지 옐로우 S 또는 C.I. 15985, 식용색소황색 제5호, 식용황색 제5호)는 pH 의존적 최대 흡수가 pH 1에서 약 480nm, pH 13에서 443nm(500nm에서 숄더)를 갖는 석유 유래 오렌지색 아조 염료이다. 미국에서 판매되는 식품에 첨가하면 FD&C 옐로우 6으로 알려져 있다. 유럽에서 판매되는 경우 E 번호 E110으로 표시된다.

## 용도
선셋 옐로우는 식품, 콘돔, 화장품, 의약품 등에 사용된다. 선셋 옐로우 FCF는 주황색 또는 노란색-주황색 염료로 사용된다. 예를 들어 사탕, 디저트, 스낵, 소스 및 보존 과일에 사용된다. 선셋 옐로우는 종종 E123, 아마란스와 함께 사용되어 초콜릿과 카라멜 모두에서 갈색 색상을 생성한다.

## 안전
EU 및 WHO/FAO 지침에 따라 일일 허용 섭취량(ADI)은 0~4mg/kg이다. 선셋 옐로우 FCF는 사용되는 양에 있어서 발암성, 유전독성 또는 발달 독성이 없다.
1970년대 후반부터 벤자민 파인골드(Benjamin Feingold)의 옹호 하에 노을빛 FCF가 어린이에게 음식 과민증과 ADHD와 유사한 행동을 유발한다고 주장되어 왔지만 이러한 광범위한 주장을 뒷받침할 과학적 증거는 없다. 특정 식용 색소가 유전적 소인이 있는 사람들에게 유발 요인으로 작용할 수 있지만 증거는 약하다.

## 같이 보기
- 타트라진 (황색 5호로도 알려짐)